# Kanton Coucy-le-Château-Auffrique
Kanton Coucy-le-Château-Auffrique (fr. Canton de Coucy-le-Château-Auffrique) byl francouzský kanton v departementu Aisne v regionu Pikardie. Tvořilo ho 29 obcí. Zrušen byl po reformě kantonů 2014.

## Obce kantonu
- Audignicourt
- Barisis-aux-Bois
- Besmé
- Bichancourt
- Blérancourt
- Bourguignon-sous-Coucy
- Camelin
- Champs
- Coucy-la-Ville
- Coucy-le-Château-Auffrique
- Crécy-au-Mont
- Folembray
- Fresnes
- Guny
- Jumencourt
- Landricourt
- Leuilly-sous-Coucy
- Manicamp
- Pierremande
- Pont-Saint-Mard
- Quierzy
- Quincy-Basse
- Saint-Aubin
- Saint-Paul-aux-Bois
- Selens
- Septvaux
- Trosly-Loire
- Vassens
- Verneuil-sous-Coucy